# ZSD Nysa
ZSD Nysa (Zakład Samochodów Dostawczych Nysa) was een Poolse autofabrikant in Nysa. Het staatsbedrijf was in 1958 opgericht om de behoefte aan kleine vrachtwagens en bussen in de toenmalige Volksrepubliek Polen te dekken. Een groot deel van de geproduceerde voertuigen werd echter geëxporteerd, vooral naar Hongarije, Bulgarije en de Sovjet-Unie. Na de val van het communisme in 1989 liep de productie langzaam terug en werd in 1994 na 380.575 exemplaren definitief gestaakt.

## Nysa
De talrijke modellen van de als Nysa verkochte voertuigen (N57 tot N61, N63, 501, 503, 521 en 522) waren gebaseerd op de personenwagen FSO Warszawa M20 waarvan ook de FSC Żuk, een andere kleine vrachtwagen, werd afgeleid. In tegenstelling tot de Żuk was het chassis van de Nysa niet verstevigd, dus vrijwel ongewijzigd van de M20 overgenomen.
Geproduceerd werd de Nysa overwegend als bestelwagen en kleine autobus, de aandrijving werd eveneens van de M20 overgenomen: een viercilinder kopklep benzinemotor. Met 54 en later 70 pk was de Nysa voor een kleine vrachtwagen uit die tijd naar verhouding bovengemiddeld gemotoriseerd. Het brandstofverbruik was echter ook zeer hoog, als praktijkverbruik van de 54 pk-motor werd 15-19 l/100 km opgegeven. De topsnelheid was 100 km/u.  
In 1968 werden de auto's optisch gemodificeerd en de productie van de types 521/522 begon. Deze bleven vrijwel ongewijzigd tot het einde in productie.
In de late jaren '70 en in de jaren '80 werkte de fabriek in Nysa gezamenlijk met Fabryka Samochodów Ciężarowych uit Lublin aan prototypes om een opvolger voor de inmiddels verouderde Nysa en Żuk te creëren. Op 15 oktober 1993 begon de serieproductie van de FSC Lublin die ook gezien kan worden als opvolger van de Nysa.

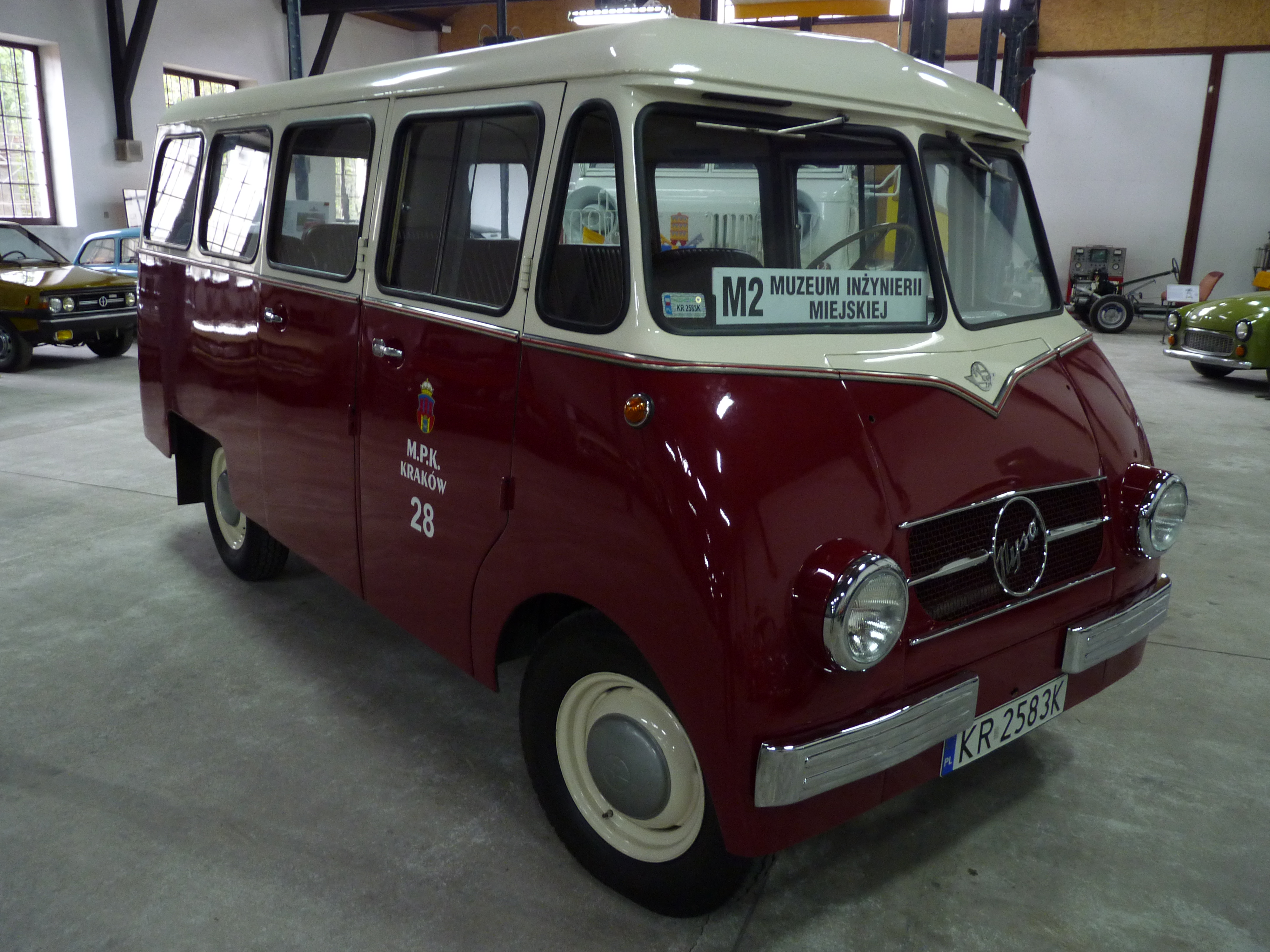
ZSD Nysa N59
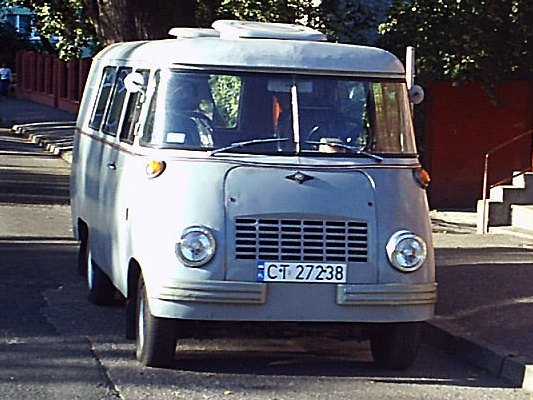
ZSD Nysa N61
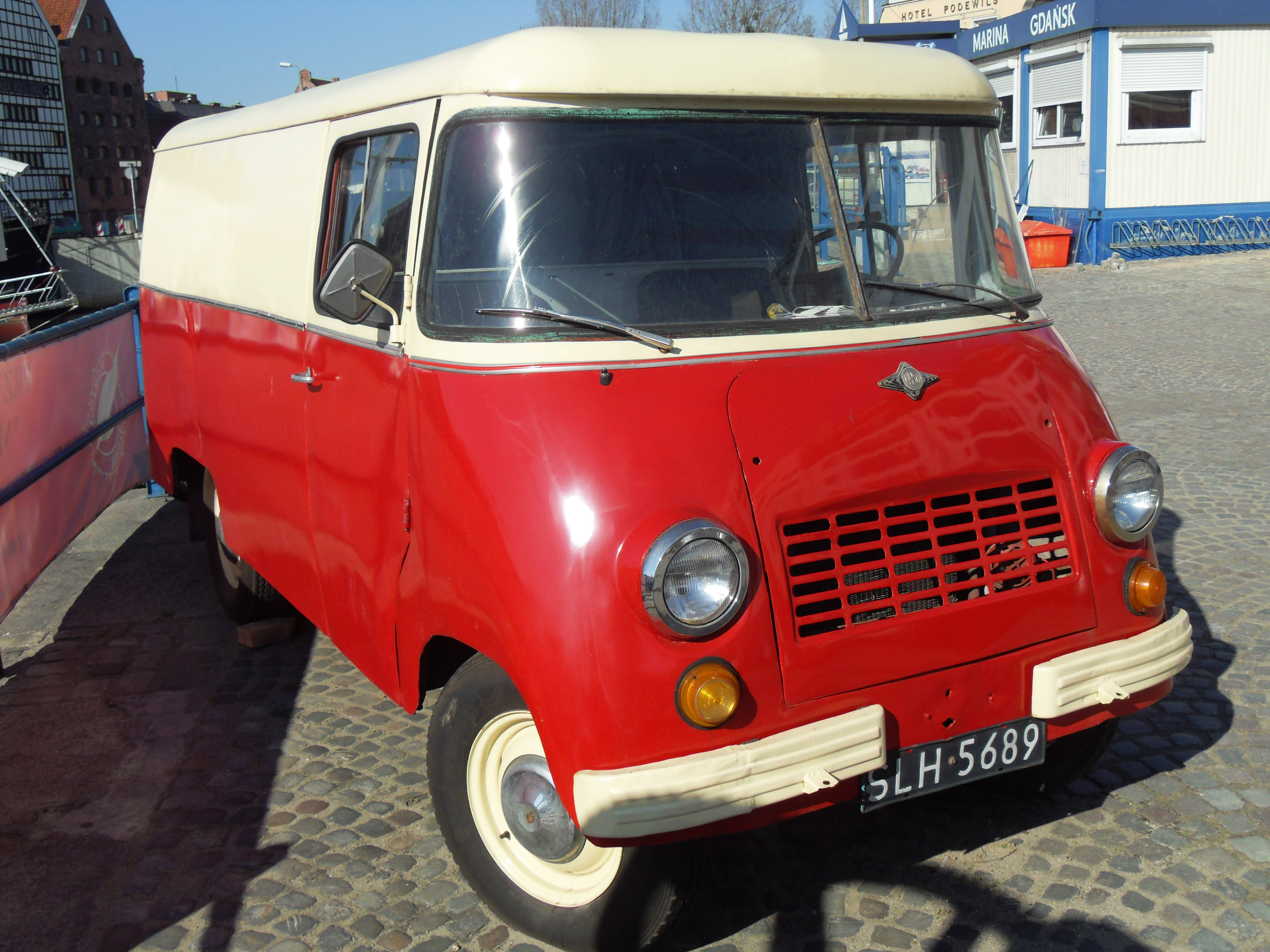
ZSD Nysa 501
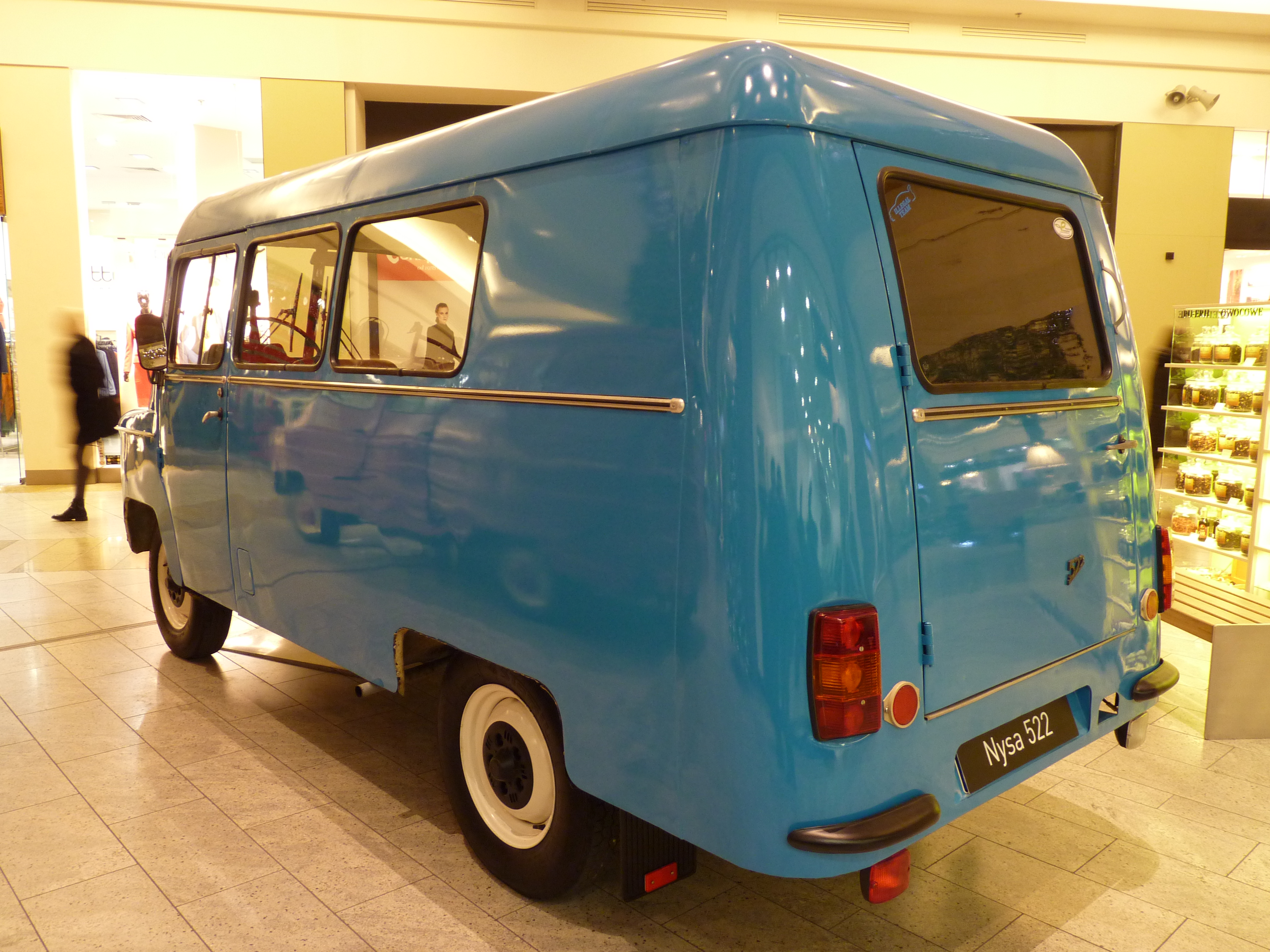
ZSD Nysa 522
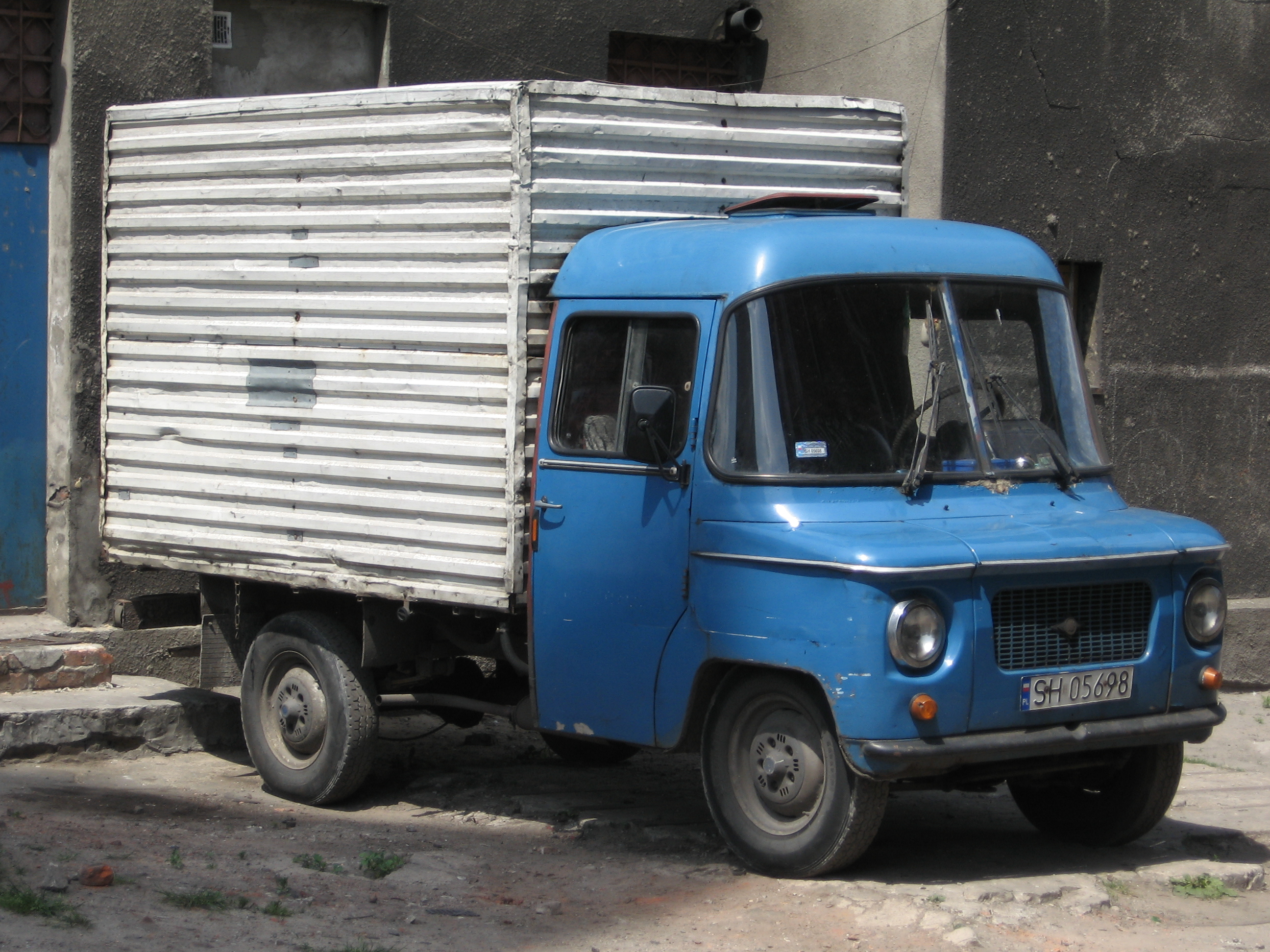
ZSD Nysa 522 Furgon